# Комитет по делам строительства и жилищно-коммунального хозяйства МИИР РК
Комитет по делам строительства и жилищно-коммунального хозяйства МИИР РК (каз. Қазақстан Республикасы құрылыс және тұрғын үй-коммуналдық шаруашылық істері агенттігі) — комитет МИИР РК, осуществляющий руководство в области архитектуры, градостроительства и строительства, жилищных отношений, коммунального хозяйства и обращения с коммунальными отходами, а также водоснабжения и водоотведения, электроснабжения (электросетевые объекты 0,4 кВ), теплоснабжения (кроме ТЭЦ и котельных с установленной мощностью 100 Гкал/час и более) и газоснабжения в пределах границ (черты) населенных пунктов, а также в пределах, предусмотренных законодательством, межотраслевую координацию и иные разрешительные и контрольные функции в сфере деятельности, отнесенной к его компетенции
Выделен 24 июня 2009 из Министерство индустрии и торговли Республики Казахстан с передачей ему функций и полномочий в сфере государственного управления архитектурной, градостроительной и строительной деятельностью, жилищных отношений и коммунального хозяйства. Упразднен Комитет по делам строительства и жилищно-коммунального хозяйства Министерства индустрии и торговли Республики Казахстан с передачей его функций создаваемому Агентству.
Реорганизован как Комитет по делам строительства и жилищно-коммунального хозяйства Министерство по инвестициям и развитию Республики Казахстан.

## История
- Министерство строительства жилья и застройки территорий Казахстана 1994—1997
- Комитет по делам строительства и жилищно-коммунального хозяйства Министерства индустрии и торговли Республики Казахстан ?-2009[3]
- Агентство Республики Казахстан по делам строительства и жилищно-коммунального хозяйства 2009—2014?
- Комитет по делам строительства и жилищно-коммунального хозяйства Министерство по инвестициям и развитию Республики Казахстан с 2014?

## Структура
На 2023 год
1. Управление строительной индустрии КДСЖКХ
2. Управление развития жилищного фонда и жилищных отношений КДСЖКХ
3. Управление технического регулирования и нормирования КДСЖКХ
4. Управление правового обеспечения КДСЖКХ
5. Управление финансовой работы КДСЖКХ
6. Управление развития персонала
7. Управление водоснабжения и водоотведения КДСЖКХ
8. Управление экономического анализа в жилищном строительстве и жилищно-коммунальном хозяйстве КДСЖКХ
9. Управление жилищного строительства и развития ИКИ к новой застройке КДСЖКХ
10. Управление архитектуры, градостроительства и градостроительного кадастра КДСЖКХ
11. Управление сметных норм в строительстве КДСЖКХ
12. Управление проектных работ КДСЖКХ
13. Управление мониторинга и контроля за лицензированием и аттестацией КДСЖКХ
14. Управление государственного архитектурно-строительного контроля КДСЖКХ[4]

## Подведомственные организации
На 2023 год
1. РГП «Госэкспертиза»
2. АО «Казцентр ЖКХ»
3. РГП «Госградкадастр»
4. АО «КазНИИСА»[5]

## Задачи
Согласно Положению об Агентстве основными задачами являются:
1. выработка политики государственного управления в сфере архитектурной, градостроительной и строительной деятельности, жилищных отношений и коммунального хозяйства;
2. выработка политики государственного регулирования в области водоснабжения и водоотведения, электроснабжения (электросетевые объекты 0,4 кВ), теплоснабжения (кроме ТЭЦ и котельных с установленной мощностью 100 Гкал/час и более) и газоснабжения в пределах границ (черты) населенных пунктов;
3. выработка политики государственного регулирования по вопросам обращения с коммунальными отходами;
4. межотраслевая координация архитектурой, градостроительной и строительной деятельности, осуществляемой на территории Республики Казахстан, а также в сфере жилищных отношений и коммунального хозяйства;
5. осуществление иных задач, возложенных на Агентство в порядке, установленном законодательством Республики Казахстан.

## Руководители
- Омаров Кайсар Оспанович — Председатель Комитета по делам строительства Министерства индустрии и торговли Республики Казахстан (05.05.2003-05.10.2004);
- Омаров Кайсар Оспанович — Председатель Комитета по делам строительства и жилищно-коммунального хозяйства Министерства индустрии и торговли Республики Казахстан (05.10.2004-15.11.2008)
- Серик Нокин — Председатель Комитета по делам строительства и жилищно-коммунального хозяйства Министерства индустрии и торговли Республики Казахстан (17.11.2008-07.2009);
- Серик Нокин — Исполняющий обязанности Председателя Агентства Республики Казахстан по делам строительства и ЖКХ (20.07.2009-27.07.2009);
- Серик Нокин — Председатель Агентства Республики Казахстан по делам строительства и ЖКХ (28.07.2009-01.2013);
- Тимур Джиенбаевич Карагойшин с 27 апреля 2021[6]